# Саутвест Ранчиз (Флорида)
Саутвест Ранчиз (енгл. Southwest Ranches) град је у америчкој савезној држави Флорида. По попису становништва из 2010. у њему је живело 7.345 становника.

## Демографија
Према попису становништва из 2010. у граду је живело 7.345 становника.
| Група             | 2000.  | 2010.         |
| Белци             | . (.%) | 4.143 (56,4%) |
| Афроамериканци    | . (.%) | 399 (5,4%)    |
| Азијати           | . (.%) | 209 (2,8%)    |
| Хиспаноамериканци | . (.%) | 2.445 (33,3%) |
| Укупно            | .      | 7.345         |